# Shipston-on-Stour
Shipston-on-Stour este un oraș în comitatul Warwickshire, regiunea West Midlands, Anglia. Orașul se află în districtul Stratford-on-Avon.